# Lavalette (Haute-Garonne)
Lavalette (okzitanisch: La Valeta) ist eine französische Gemeinde mit 798 Einwohnern (Stand: 1. Januar 2022) im Département Haute-Garonne in der Région Midi-Pyrénées. Sie gehört zum Arrondissement Toulouse und zum Kanton Pechbonnieu. Die Einwohner werden Lavalettois genannt.

## Geographie

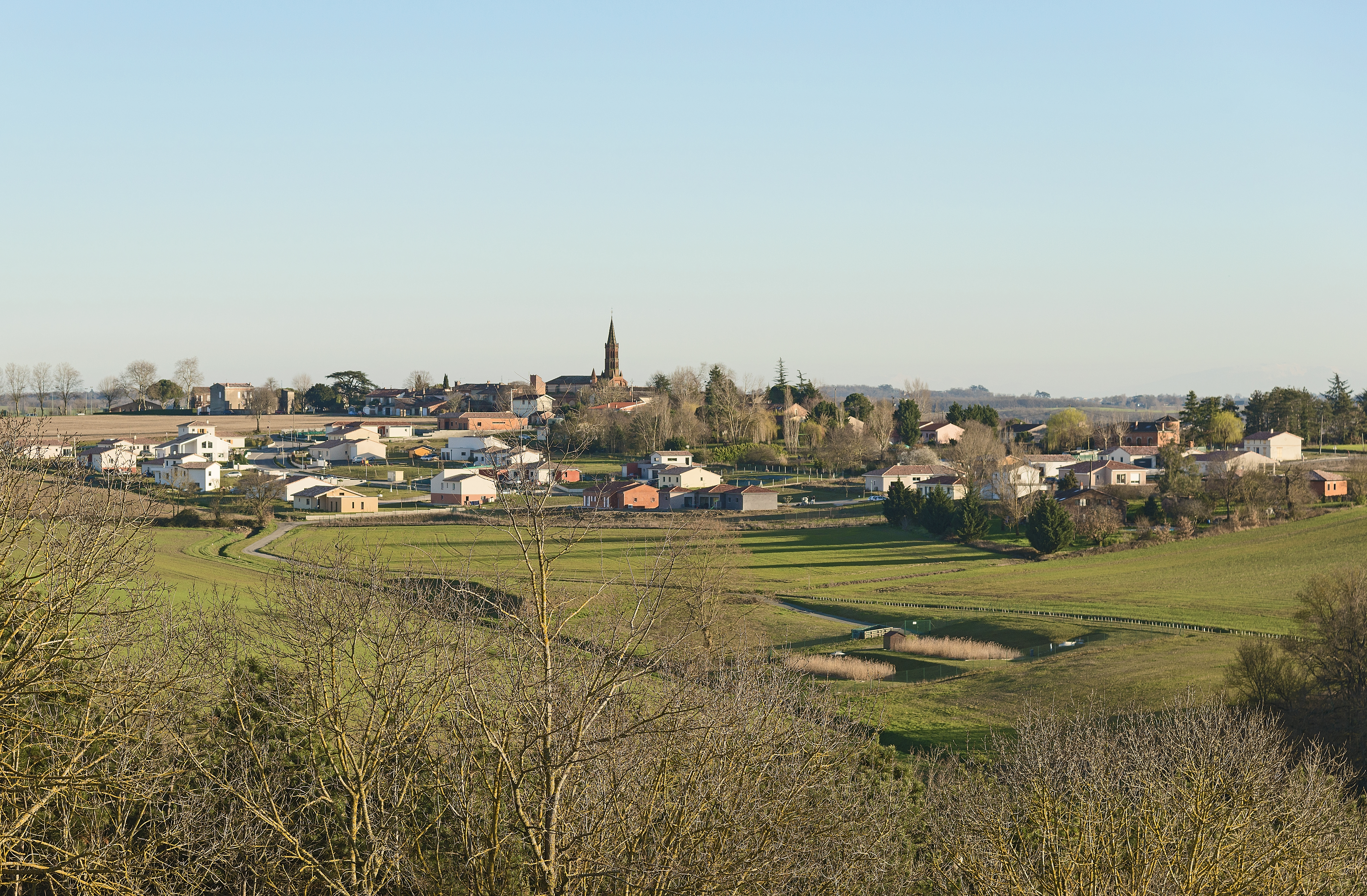
Blick auf Lavalette

Lavalette liegt etwa zwölf Kilometer ostnordöstlich von Toulouse an der Sausse. Umgeben wird Lavalette von den Nachbargemeinden Gragnague im Norden, Saint-Marcel-Paulel im Nordosten, Saint-Pierre im Osten, Gauré im Südosten, Drémil-Lafage im Süden, Mons im Südwesten, Mondouzil im Westen sowie Beaupuy im Westen und Nordwesten.

## Bevölkerungsentwicklung
| Jahr                       | 1962 | 1968 | 1975 | 1982 | 1990 | 1999 | 2006 | 2013 | 2020 |
| Einwohner                  | 368  | 355  | 486  | 503  | 531  | 602  | 618  | 686  | 773  |
| Quellen: Cassini und INSEE |      |      |      |      |      |      |      |      |      |

## Sehenswürdigkeiten

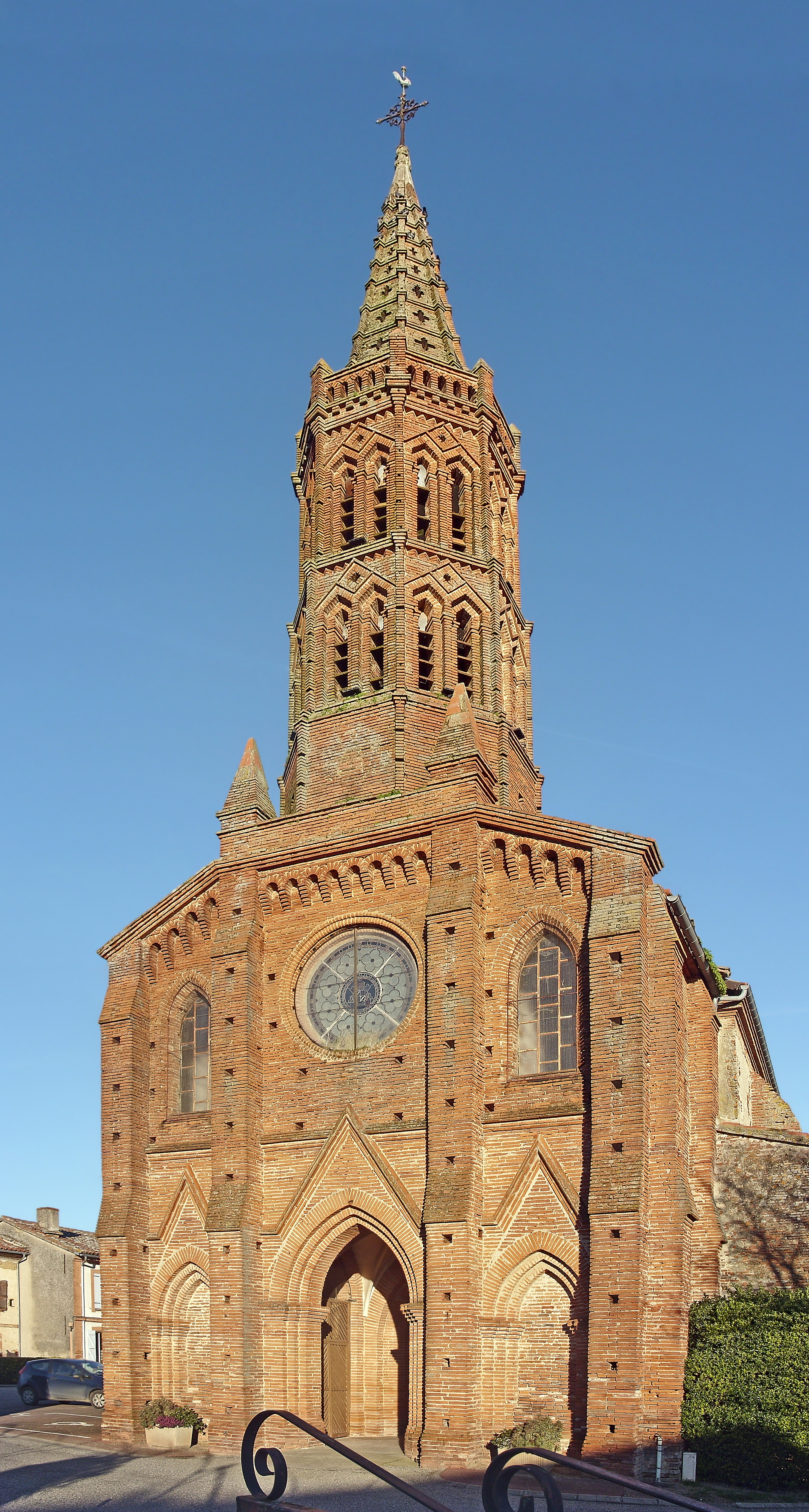
Kirche Saint-Laurent
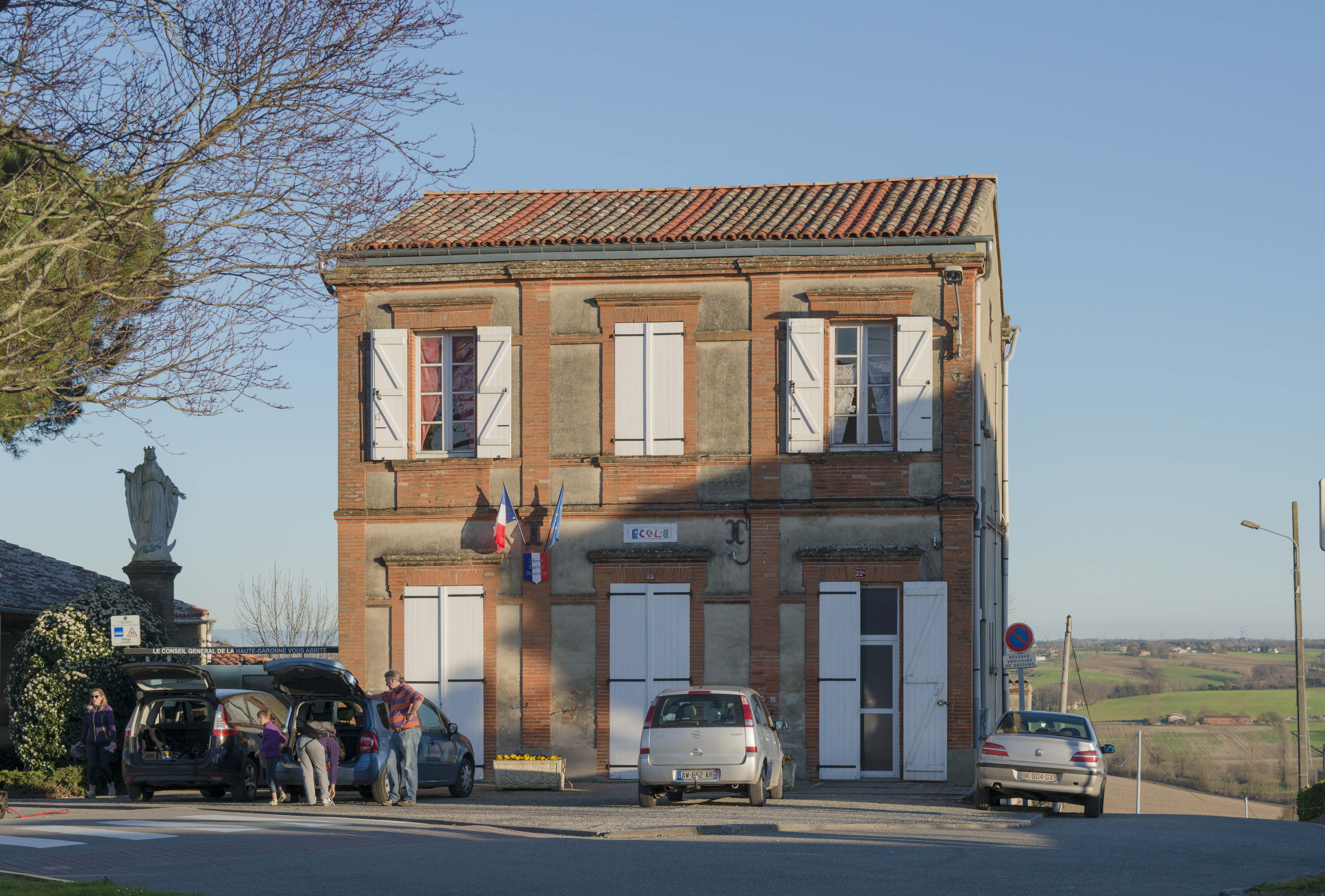
Schule

- Kirche Saint-Laurent
- Schule